# 阿什比 (麻薩諸塞州)
阿什比（英語：Ashby）是一個位於美國麻薩諸塞州米德爾塞克斯縣的鎮。

## 人口
根據2020年美國人口普查的數據，阿什比的面積為62.60平方千米，當中陸地面積為61.60平方千米，而水域面積為1.00平方千米。當地共有人口3193人，而人口密度為每平方千米51人。